# Shannon Baker
Shannon Baker es una modelo y actriz canadiense, hermana de Shauna Baker, con la que conforma el famoso dúo de las "Hermanas Baker", muy popular en los medios canadienses. Junto a su hermana apareció en el reconocido programa de la modelo y presentadora de televisión Tyra Banks,  The Tyra Banks Show.
Junto a su hermana ha aparecido en algunos episodios de las series CSI: Crime Scene Investigation, Smallville y Blue Mountain State. Ha hecho parte de varios vídeos musicales, incluyendo "All the Lovers" de Kylie Minogue y "Killpop" de Slipknot.

## Filmografía

### Cine
| Año  | Título                  | Rol             | Notas         |
| ---- | ----------------------- | --------------- | ------------- |
| 2016 | The Red Man's View      | Minewanna       |               |
| 2015 | A Life Less Empty       | Annette         |               |
| 2013 | April Rain              | Zoe             |               |
| 2013 | Kinda Like a Love Story | The Face        |               |
| 2013 | La La                   | Traci           |               |
| 2012 | Battle B-Boy            | Kailee          |               |
| 2011 | Dominant Gene           | Reportera       | Directo a DVD |
| 2011 | Hopelessly in June      | Casey           |               |
| 2010 | Worth 1000 Words        | Mujer           |               |
| 2010 | Dreamcatcher            | Rebecca         |               |
| 2009 | An American Night       | Mujer           |               |
| 2009 | Six To Go               | Mujer           |               |
| 2009 | Estelle                 | Starr           |               |
| 2008 | Sharp as Marbles        | Chica en bikini | Directo a DVD |
| 2007 | Tin Man                 | Demillo         |               |

### Televisión
| Año  | Título                         | Rol          | Episodio n.º | Título         | Notas         |
| ---- | ------------------------------ | ------------ | ------------ | -------------- | ------------- |
| 2015 | CSI: Crime Scene Investigation | Amelia Vance | 15:18        | "End Game"     |               |
| 2012 | Fem Vamp                       | Nine         | 2.1          | "Her Highness" |               |
| 2011 | Blue Mountain State            | Nikki        | 3.18         | "Fun Facts"    |               |
| 2009 | Tales of an Urban Indian       | Terri        | 1            | "Pilot"        | Rol principal |
| 2007 | Tin Man                        | Demillo      | 2            | Serie de TV    |               |
| 2006 | Smallville                     | Hondureña    | 5.17         | "Void"         |               |